# Howard Tucker
Howard Tucker (Cleveland, 10 juli 1922) is een Amerikaans neuroloog en advocaat. Tucker was hoofd neurologie van de Atlantische vloot tijdens de Koreaanse Oorlog. In 1989 was hij de oudste persoon die de toets haalde om als advocaat te werken in Ohio. In 2021 werd hij door het Guinness Book of Records erkend als de oudste werkende arts in de wereld.

## Vroege leven en opleiding
Tucker volgde de middelbare school aan de  Cleveland Heights High School waar hij in 1940 afstudeerde. Hij volgde een bachelor-opleiding aan de Ohio State University, gevolgd door een opleiding tot Doctor of Medicine aan de Ohio State University College of Medicine.
Tucker schreef zich in voor de Amerikaans marine tijdens de Tweede Wereldoorlog en diende later als hoofd neurologie van de Atlantische vloot tijdens de Koreaanse Oorlog.

## Medische Carrière
Tucker volgde de opleiding tot neuroloog aan de Cleveland Clinic en werkte bij de Neurological Institute of New York, voordat hij ging werken aan de University Hospitals Cleveland Medical Center en later Hillcrest Hospital. In 1960 kwam hij in het lokale nieuws toen hij een overdosis barbituraat vaststelde bij twee jonge meisjes die in en uit coma raakten.
Tijdens zijn werk als neuroloog ging Tucker rechten studeren aan de Cleveland State University College of Law waar hij een Juris Doctor behaalde. In 1989 was hij op 67-jarige leeftijd de oudste persoon die de Bar Examination haalde in Ohio, een toets om als advocaat te mogen werken.
Tucker geeft les aan neurologen in opleiding aan het St. Vincent Charity Medical Center en werkt als getuige-deskundige bij verschillende medisch-juridische zaken. In 2021 werd hij door het Guinness Book of Records erkend als de oudste werkende arts in de wereld.

## Persoonlijk
Tucker trouwde in 1957 met Sara Siegel. Siegel werkte in 2022 nog als psychiater op 88-jarige leeftijd. Het koppel heeft vier kinderen en tien kleinkinderen.
Taylor Taglianetti en Austin Tucker, een kleinzoon van Tucker, werken aan een documentaire, genaamd What's Next?, over het leven en de carriere van Tucker, die in 2024 uit zou moeten komen.